# بطولة العالم لكرة الريشة
بطولة العالم لكرة الريشة (بالإنجليزية: BWF World Championships)‏ وهي بطولة ينظمها الإتحاد العالمي لكرة الريشة بالاشتراك مع اللجنة الأولمبية الدولية، الفائزون يحصلون على بطولة العالم وعلى الميدالية الذهبية إضافة إلى جوائز مالية، ليس هناك سنوات منتظمة تقام فيها هذه البطولة حتى الآن، وقد أقيمت أول بطولة في مدينة مالمو في السويد في سنة 1977 وفي 2015 ستقام البطولة في جاكارتا في إندونيسيا في 2015.